# 玛丽亚·欧拉夫斯多赫提
玛丽亚·欧拉夫斯多赫提（1993年3月21日—）也称玛丽亚·欧拉夫斯（María Ólafs），是一名冰岛女歌手和演员。2015年2月14日，玛丽亚凭借歌曲《坚不可摧》（"Unbroken"）在国内选拔比赛《Söngvakeppnin》中获得冠军。由此，她也将凭借该歌曲代表冰岛参加《2015年欧洲歌唱大赛》。
父名“Ólafsdóttir”中，“Ólaf”是她父亲的名，而“dóttir”意为“女儿”。连起来就可以得到其父名的含义是“Ólaf之女”。

## 音乐作品

### 单曲
| 年份 | 单曲名                   | 最高排名 | 所属专辑             |
| 年份 | 单曲名                   | 冰岛     | 所属专辑             |
| ---- | ------------------------ | -------- | -------------------- |
| 2015 | "Unbroken"(《坚不可摧》) | 2        | "Söngvakeppnin 2015" |